# Empoascanara cyclopula
Empoascanara cyclopula är en insektsart som först beskrevs av Jacobi 1941.  Empoascanara cyclopula ingår i släktet Empoascanara och familjen dvärgstritar. Inga underarter finns listade i Catalogue of Life.